# Alleanza per l'Unità Nazionale Islamica
L'Alleanza per l'Unità Nazionale Islamica è un partito politico singalese di sinistra, appartenente alla coalizione dell'Alleanza della Libertà del Popolo Unito.
Alle elezioni parlamentari del 2004/2005 la coalizione ha conseguito circa  il 45,6% dei consensi popolari ottenendo 105 seggi.
Il partito opera su una piattaforma di socialismo islamico e rappresenta la comunità islamica del Paese.